# 大哈馬德體育場
大哈馬德體育場 (阿拉伯语：‎),也被稱為阿拉比體育俱樂部體育場,是一座位於卡達杜哈的綜合體育場。該體育場可容納13,000人，目前主要用於足球比賽，因為它是阿拉比體育俱樂部的主場。體育場在2006年亞運會期間被廣泛使用，是多項運動的比賽場地，包括足球、桌球、七人制橄欖球和擊劍。伊拉克國家足球隊在該體育場進行2014年世界盃亞洲區資格賽的賽事，葉門國家足球隊在2018年世界盃亞洲區資格賽的比賽也是如此。2022年3月10日，巴西國家足球隊宣布，大哈馬德體育場被選為其在2022年國際足總世界盃期間的大本營。

## 外部連結
- Grand Hamad Stadium – goalzz.com （页面存档备份，存于）

25°15′31″N 51°31′14″E / 25.258708°N 51.520509°E